# Jaylon Bather
Jaylon Bather, né le 31 décembre 1992, est un footballeur international bermudien jouant au poste de défenseur central.

## Biographie

### En sélection
En juin 2019, il est retenu par le sélectionneur Kyle Lightbourne afin de participer à la Gold Cup organisée aux États-Unis, en Jamaïque et au Costa Rica.